# 李文朝
李文朝（1948年—），男，汉族，山东梁山人，中国新闻宣传工作者，中国人民解放军少将，曾任中国人民解放军电视宣传中心主任，中华诗词学会常务副会长。